# 小幌站
小幌站（日语：／ Koboro eki */?）是屬於北海道旅客鐵道室蘭本線的鐵路車站，位於北海道虻田郡豐浦町，車站編號為H45。本站的所在地四周都是原野，位置不但偏僻，車站還設置於兩條隧道之間的一片小平地中。因此本站與一些平原地帶的無人站不同，除鐵路外唯有透過一條登山道徒步翻越才可到達，故本站也是知名度極高的「秘境車站」，更被推認為是全日本秘境車站中的第一名。
此站附近有一處海灘，過去有人居住以及經營海水浴場，自2006年後周邊地區無人定居。近年的車站調查也顯示，並沒有固定乘客在此上下車，只有鐵路迷或前往附近海岸垂釣、參拜岩屋觀音的遊人。目前此站只停靠普通列車，2020年度時間表改正後，下行往東室蘭方向更減至每天只有2班，且首班車時間是下午3時46分。上行往長萬部的列車，雖然每天有4班，且早上也有1班次停靠，但對於慣常以長萬部為出發站的遊客而言，這樣的安排無疑是縮短前往車站四邊遊覧的時間。而且到了冬季時期，日落的時間較早，首班下行列車到達時已將至黃昏，就算可以到達觀景地點，也很大機會在回程時要摸黑在山路上行走而引致危險。

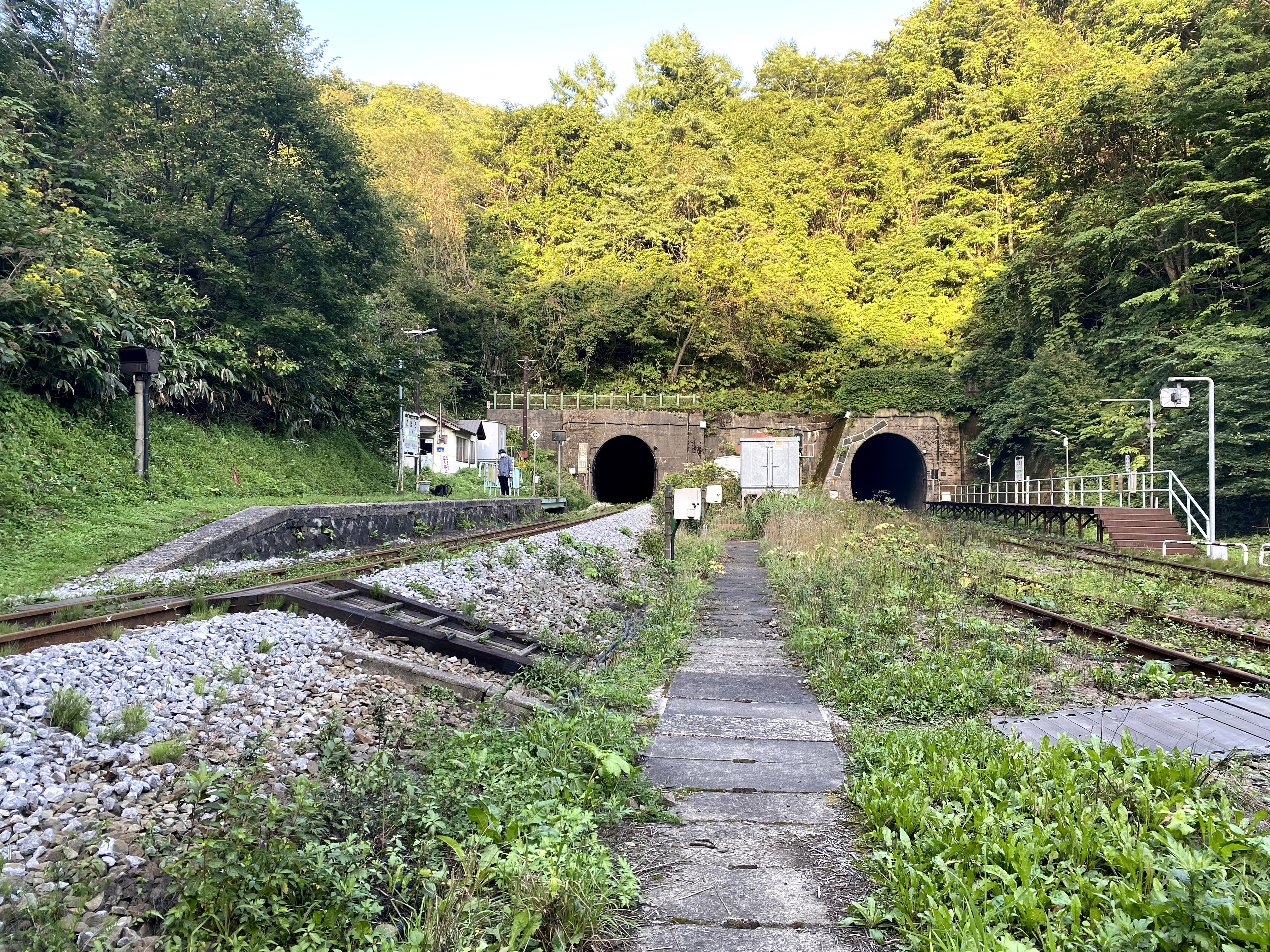
月台（2021年8月）

## 廢站檢討
本站曾經是被JR北海道點名將於2016年度時間表改正時遭廢站之一，不過被豐浦町役場方面反對，並提議因著本站有極高知名度，希望從旅遊推廣方面着手宣傳，以吸引更多乘客，同時亦在2016年度的町財政預算中，撥出費用作為該年度的月台及周邊設施的保養及維修費，費用約為1200萬日圓。最終JR北海道同意安排，讓車站繼續營運一年，2015年12月，雙方認定了有關的「協定書」。
2016年3月23日，JR北海道與豐浦町役場簽署協議書，豐浦町由2016年4月1日起負責管理車站及周邊的設施，並每月兩次由水產商工振興課的職員到車站作檢查。同時，町役場亦會安排日常剪草及冬季除雪的工作。JR北海道與豐浦町等組成協議會，定期檢討車站存廢。町役場更希望透過「故鄉納稅」制度，能夠在民間募集足夠的基金，使車站可以有更長久的營運，並開設了官方專屬網頁。

## 車站配置
本站採用簡易車站模式，並沒有設置客運站房，不過在車站範圍內另設有多座建築物。其中向東室蘭方向側的平房為機器房，並為放置「車站記事簿」存放箱的位置；向長萬部方向的平房則為保線用站房及倉庫，對面則設1座獨立的簡易式洗手間。
本站現時設有2個側式月台，且並沒有設置月台編號，其中下行往東室蘭方向的月台以石砌成；上行往長萬部方向則為以角鐵及鋼板所砌成，緊貼於禮文華山隧道出口旁，是雙線化才增設的月台。而在上行線「新邊加牛隧道」口設有轉轍器，並有一段已被截斷的輔助路軌通向已被磚封口、原作為保線功用的第三條隧道及相關路軌。
月台出入口均設於末端靠向「新邊加牛隧道」，未設跨線天橋及地下道，其中下行月台為為無障礙斜道，上行月台為全梯級配置。有效長度只有1輛，為全露天配置。若有一列超過1輛車廂的列車停靠，則只會使用最前面1節的車門乘降，其餘車廂的車門則會啟動自動安全裝置防止錯誤開啟車門。
| 月台 | 路線       | 方向 | 目的地           | 備註                                       |
| ---- | ---------- | ---- | ---------------- | ------------------------------------------ |
| 1    | ■ 室蘭本線 | 上行 | 東室蘭、室蘭方向 | 只提供 15:46 及 19:55 兩個班次             |
| 2    | ■ 室蘭本線 | 下行 | 長萬部方向       | 共提供 08:36、15:06、17:38及20:21 四個班次 |

## 歷史
- 1943年9月25日：日本國有鐵道室蘭本線開設「小幌信號場」，同時兼備客運業務。
- 1964年7月5日：往靜狩站方向複線化。
- 1967年：

- 9月29日：往禮文站方向複線化。
- 10月1日：由信號場改為臨時車站，維持客運服務。

- 1987年4月1日：國鐵分割民營化，車站由JR北海道繼承，昇格為一般車站。
- 1990年3月10日：更改營業里數。

## 軼事
由於該區間普通列車本就不多，而且部份班次並不停靠，所以曾經發生表定列車應停錯誤通過的事件。例如2016年1月21日，兩名乘客在往長萬部方向的月台上候車，但本來該停車的普通列車卻意外地過站未停，JR北海道得悉事件後，指派了最接近的下一班特急「北斗」號列車臨時停站接載，相關片段被其中一名乘客全程拍下。

## 相鄰車站
北海道旅客鐵道（JR北海道）
■ 室蘭本線
■特急「北斗」、■普通471D、475D及488D班次
通過
■普通（其他）
靜狩（H46）－小幌（H45）－禮文（H44）

## 外部連結
- JR北海道小幌站網頁。 （页面存档备份，存于）（日語）
- 「日本一の秘境駅」小幌駅，豐浦町役場對小幌站的詳細介紹。（日語）